# Nepal na Zimowych Igrzyskach Olimpijskich 2002
Nepal na Letnich Igrzyskach Olimpijskich 2002, które odbyły się w Salt Lake City, reprezentował 1 zawodnik. Był to debiut reprezentacji Nepalu na zimowych igrzyskach olimpijskich.

## Skład reprezentacji

### Biegi narciarskie
Mężczyźni
- Jay Khadka

| Zawodnik   | Konkurencja  | Eliminacje | Eliminacje | Ćwierćfinał | Ćwierćfinał | Półfinał | Półfinał | Finał   | Finał   |
| Zawodnik   | Konkurencja  | Czas       | Miejsce    | Czas        | Miejsce     | Czas     | Miejsce  | Czas    | Miejsce |
| ---------- | ------------ | ---------- | ---------- | ----------- | ----------- | -------- | -------- | ------- | ------- |
| Jay Khadka | Bieg łączony | —          | —          | —           | —           | —        | —        | 44:20,3 | 79.     |
| Jay Khadka | Sprint       | 4:48,42    | 70.        | NQ          | NQ          | NQ       | NQ       | NQ      | NQ      |